# Маріо Кассар
Маріо Кассар (араб. ماريو كسار, англ. Mario Kassar; 10 жовтня 1951) — американський кінопродюсер.

## Біографія
Маріо Кассар народився 10 жовтня 1951 року в Бейруті, у католицькій родині. Його батько був продюсером незалежних фільмів, і Маріо з дитинства почав проявляти інтерес до кінобізнеса. Виріс в Італії і на півдні Франції, з 18 років почав займатися розповсюдженням та прокатом італійських та французьких фільмів в Азії.
У 1976 році Маріо Кассар переїжджає в Лос-Анджелес, і разом зі своїм партнером Ендрю Вайною засновує кінокомпанію «Carolco Pictures». У 1981 році виходять фільми «Перемога» та «Аматор». Першим успіхом компанії став бойовик «Рембо: Перша кров» (1982) із Сільвестром Сталлоне у головній ролі. Три роки по тому, вийшов фільм «Рембо: Перша кров, частина II» (1985), який зібрав 300 мільйонів доларів по всьому світу. Найбільшу популярність Кассару принесли блокбастери за участю Арнольда Шварценеггера «Пригадати все» (1990) і «Термінатор 2: Судний день» (1991). В кінці 1989 року Вайна покинув «Carolco Pictures», продавши свою частину Маріо Кассару. Далі Кассар випустив такі фільми, як «Основний інстинкт» (1992), «Універсальний солдат» (1992), «Скелелаз» (1993). Провал фільмів «Острів головорізів» і «Шоугерлз» привели компанію до банкрутства. Компанія «20th Century Fox» купила «Carolco Pictures» у Кассара за 50 мільйонів доларів. У 2002 році Маріо Кассар і Ендрю Вайна об'єднуються для створення фільмів «Термінатор 3: Повстання машин» (2003), «Основний інстинкт 2» (2006), «Термінатор: Спасіння» (2009) та серіалу «Термінатор: Хроніки Сари Коннор» (2008—2009).

## Фільмографія
| Рік       |   | Українська назва                | Оригінальна назва                       | Роль                |
| --------- | - | ------------------------------- | --------------------------------------- | ------------------- |
| 1980      | ф | Перебіжчик                      | The Changeling                          | виконавчий продюсер |
| 1981      | ф | Перемога                        | Victory                                 | співпродюсер        |
| 1981      | ф | Аматор                          | The Amateur                             | виконавчий продюсер |
| 1982      | ф | Марновірство                    | Superstition                            | виконавчий продюсер |
| 1982      | ф | Рембо: Перша кров               | Rambo: First Blood                      | виконавчий продюсер |
| 1985      | ф | Рембо: Перша кров, частина II   | Rambo: First Blood Part II              | виконавчий продюсер |
| 1987      | ф | Янгольське серце                | Angel Heart                             | виконавчий продюсер |
| 1987      | ф | Всі запобіжні заходи            | Extreme Prejudice                       | виконавчий продюсер |
| 1988      | ф | Рембо 3                         | Rambo III                               | виконавчий продюсер |
| 1988      | ф | Червона спека                   | Red Heat                                | виконавчий продюсер |
| 1989      | ф | Глибинна зірка шість            | DeepStar Six                            | виконавчий продюсер |
| 1989      | ф | Красунчик Джонні                | Johnny Handsome                         | виконавчий продюсер |
| 1990      | ф | Місячні гори                    | Mountains of the Moon                   | виконавчий продюсер |
| 1990      | ф | Пригадати все                   | Total Recall                            | виконавчий продюсер |
| 1990      | ф | Ейр Америка                     | Air America                             | виконавчий продюсер |
| 1990      | ф | Рецидив                         | Repossessed                             | виконавчий продюсер |
| 1990      | ф | Вузька межа                     | Narrow Margin                           | виконавчий продюсер |
| 1990      | ф | Драбина Іакова                  | Jacob's Ladder                          | виконавчий продюсер |
| 1991      | ф | Лос-Анджелеська історія         | L.A. Story                              | виконавчий продюсер |
| 1991      | ф | The Doors                       | The Doors                               | виконавчий продюсер |
| 1991      | ф | Термінатор 2: Судний день       | Terminator 2: Judgment Day              | виконавчий продюсер |
| 1991      | ф | Безпутна Роза                   | Rambling Rose                           | виконавчий продюсер |
| 1992      | ф | Чутливий сон                    | Light Sleeper                           | виконавчий продюсер |
| 1992      | ф | Основний інстинкт               | Basic Instinct                          | виконавчий продюсер |
| 1992      | ф | Універсальний солдат            | Universal Soldier                       | виконавчий продюсер |
| 1992      | ф | Чаплін                          | Chaplin                                 | продюсер            |
| 1993      | ф | Скелелаз                        | Cliffhanger                             | виконавчий продюсер |
| 1993      | ф | Небеса і земля                  | Heaven & Earth                          | виконавчий продюсер |
| 1994      | ф | Зоряна брама                    | Stargate                                | виконавчий продюсер |
| 1995      | ф | Останній з племені людей-псів   | Last of the Dogmen                      | виконавчий продюсер |
| 1995      | ф | Шоугерлз                        | Showgirls                               | виконавчий продюсер |
| 1995      | ф | Острів головорізів              | Cutthroat Island                        | виконавчий продюсер |
| 1997      | ф | Лоліта                          | Lolita                                  | продюсер            |
| 2002      | ф | Обдурити всіх                   | I Spy                                   | продюсер            |
| 2003      | ф | Термінатор 3: Повстання машин   | Terminator 3: Rise of the Machines      | продюсер            |
| 2006      | ф | Основний інстинкт 2             | Basic Instinct 2                        | продюсер            |
| 2008—2009 | с | Термінатор: Хроніки Сари Коннор | Terminator: The Sarah Connor Chronicles | виконавчий продюсер |
| 2009      | ф | Термінатор: Спасіння            | Terminator Salvation                    | виконавчий продюсер |